# Pelosia albicostata
Pelosia albicostata är en fjärilsart som beskrevs av George Francis Hampson 1901. Pelosia albicostata ingår i släktet Pelosia och familjen björnspinnare. Inga underarter finns listade i Catalogue of Life.